# Thyborøn Kommune
Thyborøn Kommune var en landkommune i Vandfuld Herred i Ringkøbing Amt.

## Administrativ historik
Kommunen blev etableret efter at Thyborøn Sogn i 1954 blev udskilt fra Vestervig-Agger Kommune i Thisted Amt. Samtidig blev sognet overført i Ringkøbing Amt.
Denne blev opløst og sammenlagt med Harboøre-Engbjerg Kommune til Thyborøn-Harboøre Kommune som følge af kommunalreformen i 1970.